# Ґозд (Айдовщина)
Ґозд (словен. Gozd) — розсіяне поселення на краю карстового плато на сході вище м. Айдовщина в общині Айдовщина. Висота над рівнем моря: 725,5 метрів.